# Ravne na Koroškem
Ravne na Koroškem là một khu tự quản của Slovenia. Ravne na Koroškem có diện tích 63,45 km2, dân số là 12163 người (năm). 
Cho đến năm 1918, thị trấn là một phần của Lãnh địa công tước Carinthia. Đây là thị trấn lớn nhất trong tỉnh Slovenia truyền thống Carinthia và thủ phủ của nó. Tên theo tiếng Sloveniả của nó có nghĩa là "Ravne Carinthia ', để phân biệt nó từ những nơi khác có cùng tên. Từ có nghĩa là "địa hình bằng phẳng 'trong tiếng Sloveniả, và là một địa danh phổ biến ở các vùng lãnh thổ Slovenia sinh sống. Cho đến năm 1952, thị trấn được biết đến như Guštanj. Năm đó, chính quyền cộng sản đổi tên thành tên hiện tại của nó, cùng với hàng trăm địa danh khác có nguồn gốc Đức.
Nó đã được công nhận thị xã vào năm 1952. Khu vực này có một lịch sử 380 năm của ngành công nghiệp thép.
Đây là nơi sinh của nhà văn Sloveniả Prežihov Voranc (Kotlje), chính trị gia và nhà sử học Alojzij Kuhar, và ca sĩ-nhạc sĩ Adi Smolar